# Conceição do Rio Verde
Conceição do Rio Verde is een gemeente in de Braziliaanse deelstaat Minas Gerais. De gemeente telt 13.244 inwoners (schatting 2009).

## Aangrenzende gemeenten
De gemeente grenst aan Baependi, Cambuquira, Carmo de Minas, Caxambu, Jesuânia, São Thomé das Letras, Soledade de Minas en Três Corações.